# Herzog von Bournonville

Wappen der Herzöge von Bournonville

Den Titel Herzog von Bournonville gab es in Frankreich (Duc de Bournonville, 1608–1727) und gibt es bis heute in Spanien (Duque de Bournonville, seit 1717).

## Frankreich
Herzog von Bournonville (Duc de Bournonville) war ein französischer Adelstitel, der am 22. Oktober 1608 von König Heinrich IV. an Alexandre I. de Bournonville verliehen wurde. Der Titel wurde 1652 um die Würde als Pair de France erweitert. König Heinrich IV. hatte Alexandre de Bournonville bereits im Jahr 1600 den Titel eines Duc de Houllefort verliehen. Der Titel erlosch 1727 mit dem 5. Herzog. 

### Ducs de Bournonville
- Alexandre I. de Bournonville (1585–1656), Comte de Henin, 1600 Duc de Houllefort, 1608 (1. Duc de Bournonville, 1652 Pair de France)
- Alexandre II. de Bournonville (1616–1690), 1656 2. Duc de Bournonville, 12. Juli 1658 spanischer 1. Prince de Bournonville, dessen Sohn
- Ambroise-François de Bournonville (um 1620–1693), 3. Duc de Bournonville, 1652 Pair de France, dessen Bruder
- Alexandre Albert François Barthélémy de Hénin-Bournonville (1662–1705), 4. Duc de Bournonville, 2. Prince de Bournonville, Sohn von Alexandre II.
- Philippe Alexandre de Bournonville (1697–1727), 3. Prince et 5. Duc de Bournonville, dessen Sohn, ohne Nachkommen

Philippe Alexandre de Bournonville vererbte seine Güter an seine Schwestern Angélique-Victoire (1686–1764) und Victoire-Delphine de Bournonville (1696–1774), beide trugen ab 1727 den Titel Princesse de Bournonville (nicht aber Duchesse de Bournonville). Angélique Victoire war mit Jean Baptiste de Durfort (1684–1770) verheiratet, dem 3. Duc de Duras und ab 1741 Marschall von Frankreich; Victoire Delphine war mit Victoire Alexandre de Mailly (1696–1754) verheiratet, dem Marquis de Mailly.

## Spanien
Herzog von Bournonville (Duque de Bournonville) ist ein spanischer Adelstitel, der mit dem Rang eines Grande von Spanien verbunden ist. Er wurde am 20. Januar 1717 von König Philipp V. als persönlicher und zeitlich befristeter kastilischer Titel an Michel-Joseph de Bournonville (Miguel José de Bournonville y Sainte-Aldegonde, Sohn von Jean-François Benjamin de Bournonville und Enkel von Alexandre I. de Bournonville) verliehen, um die Unterstützung zu belohnen, die dieser flämische Adlige ihm während der Spanischen Erbfolgekriegs gewährt hatte. 1739 wurde der Titel für unbefristet erklärt, am 17. September 1739 folgte die Erlaubnis, dass Miguel José de Bournonville seinen Neffen François-Joseph de Bournonville (Francisco José de Bournonville, Sohn von Wolfgang Guillaume de Bournonville) adoptieren und als Nachfolger einsetzen konnte.
Zuvor war Bournonville ein Fürstentum in Flandern, das am 12. Juli 1658 von Philipp IV. von Spanien in Buggenhout in den spanischen Niederlanden zugunsten von Alexandre II. de Bournonville, 3. Graf von Hénin-Liétard, General der kaiserlichen Armee und der katholischen Majestäten, Gouverneur und Generalkapitän von Artois, Vizekönig von Katalonien und Navarra, Ritter des Ordens vom Goldenen Vlies, errichtet worden war. 

### Duques de Bournonville
1. Michel-Joseph/Miguel José de Bournonville y Sainte-Aldegonde (um 1672–1752) 1715 1. Duque de Bournonville, ledig
2. François-Joseph/Francisco José de Bournonville (1710–1769), dessen Neffe, 1752 2. Duque de Bournonville ; ⚭ Bénédicte Charlotte d’Ursel (1719–1778)
3. Maximilien-Casimir/Maximiliano Casimiro de Bournonville (1713–1791), dessen Bruder, 1769 3. Duque de Bournonville, ledig
4. Françoise-Anne/Ana Francisca de Bournonville (* 1712), dessen Schwester, Nonne, 1791–1792 Duquesa de Bournonville
  - Don Francesco Antonio Galderico Ignacio de Bournonville y Perapertusa (1660–1726), Marquis de Rupit, Halbbruder des. 1. Duque de Bournonville; ⚭ Doña Manuela de Erill († 1720)
  - Doña María Ignacia de Bournonville y Eril († 1705), dessen Tochter; ⚭ Agustin Pons de Mendoza  de Salva († 1720), 3. Conde de Robres, 3. Marqués de Vilanant
  - Doña Maria Josefa Pons de Mendoza y Bournonville († 1767), deren Tochter, 4. Condesa de Robres, 4. Marquesa de Vilalant; ⚭ 1715 Pedro Alcántara Buenaventura Abarca de Bolea y Bermúdez de Castro (1699–1742), 2. Duque de Almazán, 9. Conde de Arazán
  - María Engracia Abarca de Bolea y Pons de Mendoza (1721–1750), deren Tochter; ⚭ Joaquín Diego de Silva y Moncada († 1758), 8. Duque de Híjar, 8. Duque de Lécera
5. Pedro de Alcántara Fadrique Fernández de Híjar y Abarca de Bolea (1741–1808), deren Sohn, 9. Duque de Hijar, 9. Duque de Lécera, (1792–1797) 5. Duque de Bournonville, 4. Duque de Almazán; ⚭ Rafaela Palafox Croy d’Havré (1748–1777), Tochter von Joaquin Antonio Palafox Centurión, Marqués d’Ariza, und Marie Anne Caroline Croy d’Havré
6. Agustín Pedro de Silva y Palafox (1773–1817), deren Sohn, 6. Duque de Bournonville 10. Duque de Hijar, 10. Duque de Lécera, 6. Duque de Almazán; ⚭ Maria Fernanda Fitz-James-Stuart y Stolberg (1775–1852), Tochter von Carlos Bernardo Pascual Jenarp Fitz-James Stuart y Silva, 4. Duque de Berwick, 4. Duque de Liria y Xérica, 11. Duque de Veragua, und Karoline Auguste Prinzessin zu Stolberg-Gedern
7. Francisca Javiera Silva y Fitz-James Stuart (1795–1818), deren Tochter, 11. Duquesa de Hijar, 11. Duquesa de Lécera, 7. Duquesa de Almazán, 7. Duquesa de Bournonville
8. José Rafael de Silva Fernández de Híjar Portugal y Palafox (1776–1863), zweiter Sohn des 5. Duque de Bournonville, 12. Duque de Híjar, 12. Duque de Lécera, 7. Duque de Almazán, 8. Duque de Bournonville; ⚭ Juana Nepomucena Fernández de Córdoba Villarroel Spínola de la Cerda, 8. Condesa de Salvatierra
9. Cayetano de Silva y Fernández de Córdoba (1805–1865), deren Sohn, 13. Duque de Híjar, 14. Duque de Lécera, 10. Duque de Almazán, 9. Duque de Bournonville; ⚭ María de la Soledad Bernuy y Valda (de los condes de Montealegre)
10. Agustín de Silva y Bernuy (1826–1871), deren Sohn, 14. Duque de Híjar, 15. Duque de Lécera, 10. Duque de Bournonville; ⚭ Luisa Ramona Fernández de Córdoba y Vera de Aragón, Tochter von Francisco de Paula IV Fernández de Córdoba y Lasso de la Vega, 19. Conde de la Puebla del Maestre
  - Andrés Avelino de Silva y Fernández de Córdoba (1806–1885), 13. Conde-Duque de Aliaga, Bruder des 9. Duque de Bournonville; ⚭ 1843 María Isabel Carolina Campbell y Vincent (1821–1895)
11. Jaime de Silva y Campbell (1852–1926), deren Sohn, 11. Duque de Bournonville, 16. Duque de Lécera; ⚭ Agustina Mitjáns y Manzanedo (* 1859)
12. Jaime de Silva y Mitjáns (1893–1976), deren Sohn, 12. Duque de Bournonville, 16. Duque de Lécera; ⚭ Rosario Agrela y Bueno († 1963) Condesa de Agrela
13. José Guillermo de Silva y Mitjáns (1895–1963), dessen Bruder, 1926 13. Duque de Bournonville; ⚭ Gloria Mazorra y Romero
14. Jaime de Silva y Agrela (1920–1996), Sohn des 12. Duque de Bournonville, 1926 17. Duque de Lécera, 1963 15. Duque de Bournonville; ⚭ Ana María de Mora y Aragón (1921–2006), Schwester der belgischen Königin Fabiola Mora y Aragón
15. Álvaro de Silva y Mora (* 1949), dessen Sohn, 15. Duque de Bournonville